# براق حقي
ولد الممثّل التركي براق حقي في مدينة إسطنبول في 23 مايو/أيار 1972، وهو حاصل على شهادة الماجستير في إدارة الأعمال من كلية الاقتصاد بجامعة إسطنبول. بدأ براق في مجال عرض الأزياء ويعمل ك model منذ 10 سنوات. كما حصل على لقب أفضل موديل في تركيا عام 1994. مثّل براق بلاده في العديد من المسابقات، وفاز بالمركز الرابع في مسابقة دولية لاختيار ملك جمال الرجال في أستراليا، وحصل على لقب أفضل موديل.
عمل بين العام 1995 و2003 مع وكالات رائدة ومصممين أزياء من إيطاليا وأستراليا وألمانيا وفرنسا والنمسا وسويسرا، وبعد ذلك انتقل إلى العمل في مجال التمثيل في العام 2000، حيث شارك في عدد من المسلسلات والأفلام. سطع نجمه في العالم العربي بعد مشاركته في مسلسل «وتمضي الأيام» حيث جسّد دور «علي».وبعدها شارك في مسلسل وشارك أيضا في مسلسل دقات قلب الذي اشتهر كثيرا. وشارك في مسلسل أين ابنتي إلى جانب الممثلة الجميلة أيجي أوسلو والمسلسل كان مقتبس من مسلسل لاتيني اسمه donde esta elisa

## روابط خارجية
- بوراك هاكي على موقع IMDb (الإنجليزية)
- بوراك هاكي على موقع ألو سيني (الفرنسية)
- بوراك هاكي على موقع كينوبويسك (الروسية)